# Mathilde Franziska Anneke

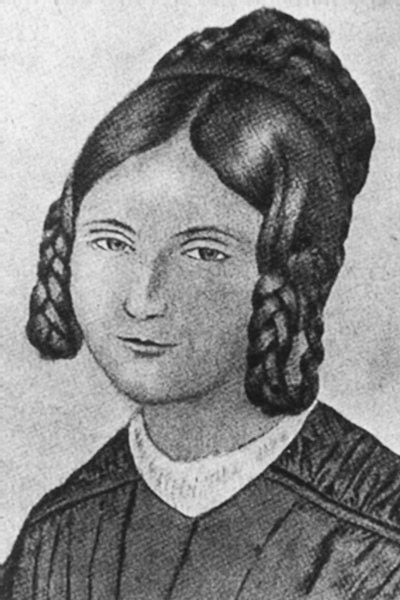
Mathilde Franziska Anneke.

Mathilde Franziska Anneke, född Giesler 4 april 1817 i Hiddinghausen, Westfalen, död 25 november 1884 i Milwaukee, Wisconsin, var en tysk-amerikansk feminist.
Anneke var en militant rösträttskvinna och författare av pamfletter om kvinnors rättigheter. Hon flyttade 1849 till USA, där hon omedelbart drogs in i kvinnorörelsen. Hon höll med framgång på kvinnokonferenser i hela USA och utgav från sitt hem i Milwaukee en månatlig feministisk tidskrift på tyska.
Tillsammans med sin partner Cäcilie Kapp grundade hon en flickskola i Milwaukee.